# Kleur in de Chinese cultuur
Kleur in de Chinese cultuur refereert aan de verschillende kleuren die beschouwd worden als gelukkig (吉利) of ongelukkig (不利) in de Chinese cultuur.

## Chinese astrologie
| Begrip                  | Hout             | Vuur                   | Aarde                                    | Metaal            | Water                 |
| ----------------------- | ---------------- | ---------------------- | ---------------------------------------- | ----------------- | --------------------- |
| Kleur                   | Groen            | Rood                   | Geel                                     | Wit               | Zwart                 |
| Windrichting            | Oost             | Zuid                   | Midden                                   | West              | Noord                 |
| Planeet                 | Jupiter          | Mars                   | Saturnus                                 | Venus             | Mercurius             |
| Hemelse dieren          | Azure draak 青龍 | Vermiljoene vogel 朱雀 | Gele draak 黃龍                          | Witte tijger 白虎 | Zwarte schildpad 玄武 |
| Hemelse cijfers         | 甲, 乙           | 丙, 丁                 | 戊, 己                                   | 庚, 辛            | 壬, 癸                |
| Wufang Shangdi          | Cāngdì           | Chidi                  | Huangdi                                  | Baidi             | Heidi                 |
| Maanfase                | Nieuwe Yang      | Volle Yang             | Yin/Yang in balans                       | Nieuwe Yin        | Volle Yin             |
| Energie                 | Generative       | Vergrotend             | Stabiliserend                            | Verminderend      | Behoudend             |
| Seizoen                 | Lente            | Zomer                  | Seizoensverandering (om de drie maanden) | Herfst            | Winter                |
| Klimaat                 | Winderig         | Heet                   | Mistig                                   | Droog             | Koud                  |
| Verandering in biologie | Groeiend         | Bloeiend               | Rijpend                                  | Verwelkend        | Latent                |
| Sterrenbeeld            | Hond             | Schaap                 | Os                                       | Haan              | Varken                |
| Fruit                   | Pruim            | Abrikoos               | Jujube                                   | Perzik            | Kastanje              |
| Graan                   | Graan            | Boon                   | Rijst                                    | Hennep            | Gierst                |

## Rood
Het rode envelopje is een cadeau dat in de Chinese cultuur gegeven wordt aan ongetrouwde jonge mensen tijdens Chinees nieuwjaar of verjaardag. De rode kleur symboliseert geluk.
Rood is strikt verboden op Chinese begrafenissen, omdat het traditioneel de kleur van vrolijkheid is.

## Geel/Goud
Geel wordt ook gezien als gelukskleur. Zo worden goud en geel vaak gecombineerd. Geel was ook de kleur van de keizersgewaden, dus de kleur van de monarchie. Maar geel wordt ook gebruikt als rouwkleur voor Chinese boeddhisten, vooral voor overleden monniken.

## Groen
Groen wordt normaal geassocieerd met "gezondheid, geluk en voorspoed", maar groene hoeden worden door Kantonezen geassocieerd met overspel van de echtgenote van de drager. Chinese bisschoppen hebben sindsdien violette mijters.

## Wit/Zilver
In tegenstelling tot de westerse opvatting van de kleur wit (puurheid, heiligheid en zuiverheid) wordt wit in de Chinese cultuur geassocieerd met de dood en wordt hoofdzakelijk gebruikt bij begrafenissen. Soms neemt zilver dezelfde plaats in. Zilverkleurig papier wordt verbrand voor de overledene.

## Zwart
Zwart is een neutrale kleur die gebruikt wordt in dagelijkse kleding, maar staat ook symbool voor rouw. Waarschijnlijk komt dit door de invloed van de westerse cultuur. Een zwarte fluwelen doek wordt vaak op het portret van de overledene gehangen.

## Blauw of donkerblauw
Blauw of donkerblauw wordt ook gebruikt tijdens ongelukkige en treurige gebeurtenissen, zoals begrafenissen. Op de dag dat iemand overlijdt, worden er een of meerdere blauwe lampionnen naast de deur gehangen aan een stok.